# Munroe Bourne
Frederick Munroe Bourne (Victoria, 26 giugno 1910 – Rothesay, 11 luglio 1992) è stato un nuotatore canadese.
Specializzato nello stile libero ha vinto la medaglia di bronzo nella staffetta 4x200 m sl Olimpiadi di Amsterdam 1928.

## Palmarès
- Olimpiadi
  - Amsterdam 1928: bronzo nella staffetta 4x200 m sl.